# Eastern Waiotauru (Snowy) (rivière)
La rivière Eastern Waiotauru  (en anglais : Eastern Waiotauru River) , aussi connue sous le nom de  Snowy River est un cours d’eau de l’Île du Nord de la Nouvelle-Zélande.

## Géographie
Elle prend naissance dans la chaîne de chaîne de Tararua puis elle rejoint la rivière Southern Waiotauru pour donner la rivière Waiotauru, un affluent du fleuve Otaki .